# Bezpieczeństwo narodowe
Bezpieczeństwo narodowe – stan uzyskany w rezultacie odpowiednio zorganizowanej obrony i ochrony przed wszelkimi zagrożeniami militarnymi i niemilitarnymi, tak zewnętrznymi, jak i wewnętrznymi, przy użyciu sił i środków pochodzących z różnych dziedzin działalności państwa. Bezpieczeństwo narodowe, to także najważniejsza wartość, potrzeba narodowa i priorytetowy cel działalności państwa, jednostek i grup społecznych, a jednocześnie proces obejmujący różnorodne środki, gwarantujące trwały, wolny od zakłóceń byt i rozwój narodowy (państwa) w tym obronę państwa jako instytucji politycznej oraz ochronę jednostek i całego społeczeństwa, ich dóbr i środowiska naturalnego przed zagrożeniami, które w znaczący sposób ograniczają jego funkcjonowanie lub godzą w dobra podlegające szczególnej ochronie.
Ze względu na stosunek do obszaru państwa wyróżnia się bezpieczeństwo zewnętrzne i bezpieczeństwo wewnętrzne; obszary te są wzajemnie powiązane i współcześnie nie można rozpatrywać ich osobno.
Bezpieczeństwo narodowe jest określane jako najstarsza formuła bezpieczeństwa. Wywodzi się z kategorii egzystencjonalnych potrzeb i interesów społeczności, które tworzą państwo. Bezpieczeństwo narodowe jest nie tylko ochroną narodu i terytorium państwa, czyli kraju przed fizyczną napaścią, lecz również ochroną żywotnych interesów ekonomicznych i politycznych, których utrata zagrażałaby podstawowym interesom państwa. To najwyższa potrzeba i wartość narodu oraz główny cel działania państwa.
Bezpieczeństwo narodowe to także ogół warunków i instytucji chroniących suwerenność państwa, życie i zdrowie obywateli oraz mienie i majątek narodowy. To stan lub warunki, w których zapewniona jest ochrona narodu i terytorium państwa przed atakiem nieprzyjaciela; zapewnienie stabilnego i harmonijnego rozwoju państwa oraz realizacji jego strategicznych interesów politycznych i ekonomicznych. Bezpieczeństwo narodowe rozumiane jest również jako stan równowagi pomiędzy potencjałem obronnym kraju a zagrożeniem wywołanym możliwością powstania konfliktu. To również pewien stan świadomości społecznej, w którym powstający poziom zagrożeń poprzez posiadane zdolności obronne, nie budzi lęku, obaw o zachowanie uznanych warunków.
Bezpieczeństwo narodowe oznacza:
- oczekiwanie społeczne na zapewnienie możliwości korzystania z dobrobytu ekonomicznego
- korzystanie z autonomii społecznej
- korzystanie z określonego statusu społecznego.